# 折田至
折田 至（おりた いたる、1934年1月3日 - 2006年9月27日）は、映画監督、演出家、テレビプロデューサー、UFO研究家、発明家。アイデア開発研究所代表、発明協会会員。鹿児島県鹿児島市出身。千葉大学工学部工業化学科（写真映画専攻）卒業。

## 人物・来歴
1958年に東映に入社し、助監督として配属された東映京都撮影所を経て、1965年より東映東京制作所に所属する。『丸出だめ夫』・『悪魔くん』・仮面ライダーシリーズなど、特撮テレビドラマの監督として活躍した後、1978年には東映テレビ事業部プロデューサーに昇進し、スーパー戦隊シリーズの『バトルフィーバーJ』からはプロデューサーとして東映キャラクター路線を支える。
その後は東映アニメ作品をプロデュースした後、宇宙刑事シリーズをはじめとする東映メタルヒーローシリーズのプロデューサーを、『宇宙刑事ギャバン』から『機動刑事ジバン』まで吉川進とともに歴任する。それらと並行し、『超人機メタルダー』や『世界忍者戦ジライヤ』などで監督を務める。『ブルースワット』第36話の監督を務めた後に東映を定年退職し、東映アカデミーで講師を務める。
UFO研究家としても活動しており、UFO探知機の発明家としても知られる。1970年代のUFOブームの際には、『3時のあなた』などのワイドショーにもたびたび出演した。
弟子に映画監督の竹内英孝。

## 略歴
- 1934年1月3日 - 鹿児島県鹿児島市に生まれる[4]。
- 1952年3月 - 佐賀県立佐賀高等学校卒業。
- 1958年3月 - 千葉大学工学部工業化学科写真映画専攻卒業[3][4]。
- 1958年4月 - 東映入社[4]（7期）京都撮影所技術部配属（7年8か月）。
- 1965年 - 東映東京制作所に移る[4]（12年10か月）。
- 1966年 - NTV『丸出だめ夫』で監督昇進[3][4][5]。
- 1978年10月 - 東映本社テレビ事業部プロデューサー[4]（15年2か月）。
- 1994年1月 - 東映定年退社[4]。東映アカデミー（演技学校）非常勤講師[4]、尚美学園大学映像クリエーターゼミ講師。
- 1997年10月 - 千葉大学工学部画像工学科非常勤講師、ビデオ撮影・編集スタジオ「アイデア開発研究所」設立。
- 1999年4月 - プロダクション創映児童部・青年部講師、東京ビジュアルアーツ映像学科非常勤講師。
- 2006年9月27日 - 午後10時33分、腎不全のため他界。享年72。

## エピソード
東映生田スタジオ初代所長の内田有作とは東映京都撮影所時代から面識があり、生田スタジオ設立時には内田のスタジオ探しを手伝っていた。生田スタジオは労働争議の影響を避けるために設立されたスタジオであることから、折田は参加時に労働組合を抜けており、組合側から睨まれていたという。折田自身も、大泉撮影所を出るからには成功しなければ人生終わりだろうという意識であったという。
『仮面ライダー』ではオープニング・エンディングのすべてのバリエーションを手掛けたが、フリーの監督では特別手当を出さなければならないため、東映社員である折田が選ばれていた。また、番組当初は唯一の東映社員監督であったため、大映出身のプロダクション・ショットとは息が合わず苦労したという。
普段の物腰は柔和であったが、撮影の際には粘り腰の監督として周囲から恐れられていた。『仮面ライダー』の北海道ロケでは日没までリテイクを繰り返したため、擬斗の大野剣友会らが折田を置いて引き上げてしまったこともあった。
折田の人物像について、『仮面ライダー』で主演した佐々木剛は「真面目で紳士的」と評している。
『仮面ライダーX』で主演した速水亮の回想によると、言葉尻は柔らかく腰も低かったが、撮影に関しては「ものすごくシビアな性格」であり、真冬の海や川に飛び込んでのアクションが続く中、ずぶ濡れになり震えている速水のところへ真っ先に飛んできて「大丈夫？ 大丈夫？」と親切に声をかけてくれた。しかし、その直後に「大変だろうけど（撮影は）頑張らなきゃね」と、容赦なく演技の続行を促されたという。結局、速水はインフルエンザに掛かってしまい、39.4℃もの高熱を押して撮影に臨む羽目となったという。
折田の作風について、『仮面ライダーストロンガー』で主演した荒木しげるは、「長回しが多いが、その分芝居を重要視していた」と述べている。
『変身忍者 嵐』第16話ゲストの柳家金語楼は、折田と同じ発明協会員であったことから出演を快諾したという。

## 主な参加作品

### テレビシリーズ（実写）
- 丸出だめ夫（1966 - 1967年・日本テレビ）※ 監督デビュー作品。最初は助監督として参加。
- 悪魔くん（1966 - 1967年・NET（現：テレビ朝日）
- キャプテンウルトラ（1967年・TBS）※ 助監督
- ジャイアントロボ（1967 - 1968年・NET）
- 日本剣客伝 柳生十兵衛（1968年・NET）
- 怪盗ラレロ（1968年 - 1969年・日本テレビ）
- 柔道一直線（1969 - 1971年・TBS）
- 仮面ライダーシリーズ（毎日放送）
  - 仮面ライダー（1971 - 1973年）
  - 仮面ライダーV3（1973 - 1974年）
  - 仮面ライダーX（1974年）
  - 仮面ライダーアマゾン（1974 - 1975年）
  - 仮面ライダーストロンガー（1975年）
  - 仮面ライダー1号〜RX大集合（1988年）構成
- 好き! すき!! 魔女先生（1971 - 1972年・朝日放送）
- 超人バロム・1（1972年・よみうりテレビ）
- 変身忍者 嵐（1972 - 1973年・毎日放送）
- どっこい大作（1973 - 1974年・NET）
- ロボット刑事（1973年・フジテレビ）
- プレイガールQ （1974年・東京12チャンネル）
- 刑事くん・第4部（1975年・TBS）
- スーパー戦隊シリーズ
  - 秘密戦隊ゴレンジャー（1975 - 1976年・NET）
  - バトルフィーバーJ（1979 - 1980年・テレビ朝日）プロデューサー
- アクマイザー3（1975 - 1976年・NET）
- 宇宙鉄人キョーダイン（1976 - 1977年・毎日放送）
- ザ・カゲスター（1976年・NET）
- ぐるぐるメダマン（1976 - 1977年・東京12チャンネル）
- 5年3組魔法組（1976 - 1977年・NET（テレビ朝日）
- 透明ドリちゃん（1978年・テレビ朝日）
- がんばれ! レッドビッキーズ（1978年・テレビ朝日）
- メタルヒーローシリーズ（テレビ朝日）
  - 宇宙刑事ギャバン（1982 - 1983年）プロデューサー
  - 宇宙刑事シャリバン（1983 -  1984年）プロデューサー
  - 宇宙刑事シャイダー（1984 - 1985年）プロデューサー
  - 巨獣特捜ジャスピオン（1985 - 1986年）プロデューサー
  - 時空戦士スピルバン（1986 - 1987年）プロデューサー
  - 超人機メタルダー（1987 - 1988年）監督 / プロデューサー
  - 世界忍者戦ジライヤ（1988 - 1989年）監督 / プロデューサー
  - 機動刑事ジバン（1989 - 1990年）プロデューサー
  - ブルースワット（1994 - 1995年）監督

### テレビシリーズ（アニメ）
- 宇宙大帝ゴッドシグマ（1980 - 1981年・東京12チャンネル）プロデューサー
- 百獣王ゴライオン（1981 - 1982年・東京12チャンネル）プロデューサー
- ビデオ戦士レザリオン（1984 - 1985年・TBS）プロデューサー

### テレビスペシャル
- 東映スーパーヒーロー スペシャル（1992年）監督
- 仮面ライダー スペシャル（1993年）監督

### 映画
- 悪坊主侠客伝（1964年）助監督
- 関東やくざ者（1965年）助監督
- 五人ライダー対キングダーク（1974年）監督

### ビデオ
- 大予言 復活の巨神（1992年）製作

### アイデア開発研究所作品
- 父母の想い出 <OV> 製作
- 君のエンブレムが輝く時（中央自動車技術専門学校） <OV> 製作
- 結城市観光PR <OV> 製作
- 結城市ゴミ処理 <OV> 製作
- 大網白里病院 <OV> 製作
- 桐華流着物の着付け <OV> 製作
- 日本女子体育大学・フィギュアスケート発表会 <OV> 製作
- ドレミコンサート'95 <OV> 製作
- 目黒の思い出 （金属材料技術研究所 <OV> 製作
- その他、結婚式・公演・音楽・演劇・舞踊発表会の記録等